# Gabrc
Gabrc je naselje v Občini Sveti Jurij ob Ščavnici.